# Euphyia opipara
Euphyia opipara är en fjärilsart som beskrevs av Turner 1907. Euphyia opipara ingår i släktet Euphyia och familjen mätare. Inga underarter finns listade i Catalogue of Life.